# Robert Quarry
Robert Walter Quarry (* 3. November 1925 in Santa Rosa, Kalifornien; † 20. Februar 2009 in Woodland Hills, Los Angeles) war ein US-amerikanischer Schauspieler.

## Leben
Quarry wuchs als Sohn eines Arztes auf und wurde von seiner Großmutter für das Schauspiel begeistert. Er ging bereits mit 14 Jahren von der Schule ab und war zunächst beim Radio tätig, erhielt dann jedoch ein Stipendium am Pasadena Playhouse. Dort wurde Alfred Hitchcock auf ihn aufmerksam und so hatte Quarry 1943 sein Spielfilmdebüt in Im Schatten des Zweifels, wenngleich in einer untergeordneten Nebenrolle.
Im November 1943 trat Quarry in die United States Army ein, setzte aber nach Kriegsende seine Filmkarriere mit einem Vertrag bei RKO Pictures fort. Kurz darauf erfolgte der Wechsel zu Metro-Goldwyn-Mayer, wo er Katharine Hepburn kennenlernte und ihr das Tennisspiel beibrachte. An ihrer Seite hatte er 1950 auch sein Broadway-Debüt als Silvius in einer Produktion von William Shakespeares Wie es euch gefällt. Im darauf folgenden Jahre stand er mit Der Widerspenstigen Zähmung in einer weiteren Shakespeare-Produktion auf der Broadwaybühne, hier spielte er Lucentio. Während seiner Zeit bei MGM erhielt er Nebenrollen unter anderem in Treffpunkt Hongkong, Ein Kuß vor dem Tode und Indianapolis; er war jedoch auch in Gastrollen in zahlreichen Fernsehserien zu sehen, darunter The Lone Ranger, Perry Mason, Abenteuer unter Wasser und 77 Sunset Strip.
In den 1970er Jahren trat Quarry als Hauptdarsteller in einer Reihe von Low-Budget-Horrorfilmen von American International Pictures auf und wurde als Nachfolger von Vincent Price gehandelt, vergleichbaren Ruhm errang er jedoch nie. Unter anderem entstanden in dieser Zeit Die Rückkehr des Dr. Phibes und der Blaxploitationfilm Die schwarzen Zombies von Sugar Hill. 1980 wurde er von einem Lastwagen angefahren, dessen Fahrer nicht versichert war. Die daher von ihm selbst zu tragenden Behandlungskosten ruinierten ihn finanziell. Später wurde er zudem Opfer einer Raubüberfalles, bei dem er schwere Verletzungen erlitt, woraufhin er sich für mehrere Jahre komplett zurückzog.
Dem Direct-to-Video-Regisseur Fred Olen Ray gelang es Mitte der 1980er Jahre, Quarry zur Rückkehr zum Film zu überreden; zwischen 1987 und 1999 trat er in 26 B-Movies Rays auf und agierte hierbei an der Seite unter anderem von Britt Ekland, David Carradine, Jan-Michael Vincent und Telly Savalas. Unter den entstandenen Filmen fanden sich Actionfilme wie Commando Squad, Horror- und Science-Fiction-Filme, und mit The Shooter – Der Scharfschütze sogar ein Western.
Quarry war neben der Schauspielerei auch ein begeisterter Koch, 1989 veröffentlichte er mit Simply Wonderful Recipes for Wonderfully Simple Foods ein Kochbuch. In seinen letzten Jahren litt er unter Herzproblemen, er starb im Alter von 83 Jahren im Motion Picture & Television Country House and Hospital in Woodland Hills.

## Filmografie (Auswahl)

### Filme
- 1943: Im Schatten des Zweifels (Shadow of a Doubt)
- 1955: Treffpunkt Hongkong (Soldier of Fortune)
- 1956: Ein Kuß vor dem Tode (A Kiss Before Dying)
- 1965: Im Auftrag von H.A.R.M. (Agent for H.A.R.M.)
- 1969: Indianapolis (Winning)
- 1970: Colossus (Colossus: The Forbin Project)
- 1970: Junges Blut für Dracula (Count Yorga Vampire)
- 1972: Die Rückkehr des Dr. Phibes (Dr. Phibes Rises Again)
- 1974: Die schwarzen Zombies von Sugar Hill (Sugar Hill)
- 1974: Der Mitternachtsmann (The Midnight Man)
- 1977: Achterbahn (Rollercoaster)
- 1987: Commando Squad
- 1988: War Lords – Die Zerstörer der Zukunft (Warlords)
- 1991: Teenage Exorcist
- 1992: Evil Toons – Flotte Teens im Geisterhaus (Evil Toons)
- 1997: The Shooter – Der Scharfschütze (The Shooter)

### Serien
- 1959: Abenteuer unter Wasser (Sea Hunt)
- 1960: 77 Sunset Strip
- 1963: Dr. Kimble auf der Flucht (The Fugitive)
- 1965: Perry Mason
- 1973: Der Chef (Ironside)
- 1974: Cannon
- 1974: FBI (The F.B.I.)
- 1979: Buck Rogers (Buck Rogers in the 25th Century)
- 1980: Quincy (Quincy, M. E.)

## Broadway
- 1950: Wie es euch gefällt
- 1951: Der Widerspenstigen Zähmung